# Le Pin (Jura)
Le Pin ist eine französische Gemeinde im Département Jura in der Region Bourgogne-Franche-Comté. Sie gehört zum Arrondissement Lons-le-Saunier und zum Kanton Poligny. Sie grenzt im Norden an Montain, im Nordosten an Lavigny,  im Südosten an Pannessières, im Süden an Chille, im Südwesten an Villeneuve-sous-Pymont sowie im Westen an Plainoiseau und L’Étoile. 

## Bevölkerungsentwicklung
| Jahr                       | 1962 | 1968 | 1975 | 1982 | 1990 | 1999 | 2008 | 2017 |
| Einwohner                  | 109  | 89   | 120  | 179  | 256  | 256  | 264  | 241  |
| Quellen: Cassini und INSEE |      |      |      |      |      |      |      |      |

## Wirtschaft
Die Rebflächen in Le Pin sind Teil des Weinanbaugebietes Côtes du Jura.